# 小行星9231
小行星9231（英語：9231 Shimaken）是一颗围绕太阳公转的小行星。1997年1月29日，小林隆男在大泉天文台发现了此天体。
这颗小行星的绝对星等为295.4225103132995等。